# 马光明 (1960年6月)
马光明（1960年6月—），男，汉族，浙江绍兴人，中华人民共和国政治人物，曾任浙江省监察委员会副主任，中共浙江省委副秘书长，现任浙江省政协副主席。